# Vicia menziesii
Vicia menziesii — вид квіткових рослин з родини бобових (Fabaceae). Ареал: Гаваї.

## Середовище
Зустрічається на висотах від 1550 до 1750 метрів над рівнем моря. Зростає на східному схилі Мауна-Лоа на острові Гаваї; історично його було зареєстровано на Уалалаї та Мауна-Кеа, що свідчить про надзвичайне історичне скорочення поширеності до однієї субпопуляції. Таксон є багаторічною лозою, що росте в гавайських гірських мезичних лісах, де домінують коа (Acacia koa) та ʻōhiʻa (Metrosideros polymorpha). Основні загрози для цього таксону включають пряму конкуренцію з боку інвазивних немісцевих видів рослин, особливо Rubus argutus та Passiflora tarminiana; та тиск із боку великої рогатої худоби, свиней, кіз, щурів та комах. Дикі копитні також погіршують середовище існування. Крім того, таксону загрожує втрата запилювачів/розповсюджувачів та перетворення лісових середовищ існування на пасовища. Жодна частина популяції не зустрічається в охоронних зонах, але вона перебуває під певним природоохоронним управлінням, таким як огородження та контроль інвазивних видів. Існує обмежена кількість рослин, що культивуються ex situ. Висаджування рослин відбувалося в охоронних зонах, але життєздатного потомства не задокументовано.